# Antònia Maria Perelló Jorquera
Antònia Maria Perelló Jorquera (nascuda a Palma) és una advocada i política balear, diputada al Parlament de les Illes Balears en la VIII i IX legislatures.
Llicenciada en Dret, ha estat magistrada suplent de l'Audiència Provincial de Balears i funcionària del cos superior de la Comunitat Autònoma de les Illes Balears. En 2006 fou nomenada directora general d'Ordenació del Territori de la Conselleria d'Obres Públiques, Habitatge i Transports. També ha estat consellera del Consell Insular de Mallorca i membre del consell de redacció de la Revista Jurídica de les Illes Balears.
Militant del Partit Popular, ha estat escollida diputada a les eleccions al Parlament de les Illes Balears de 2011, però l'agost de 2011 renuncià a l'escó quan fou nomenada Directora de l'Advocacia de la Comunitat Autònoma. Fou reelegida com a diputada a les eleccions al Parlament de les Illes Balears de 2015.